# Тауруп Второй
Тауруп Второй — хутор в Кущёвском районе Краснодарского края.
Входит в состав Среднечубуркского сельского поселения.

## География
Расположен в северной части Приазово-Кубанской равнины.

### Улицы
- ул. Олимпийская.

## Население
| 2002 | 2010 |
| ---- | ---- |
| 132  | ↗153 |